# Yukio Tsuchiya
Yukio Tsuchiya (土屋 征夫 Tsuchiya Yukio?), född 31 juli 1974 i Tokyo prefektur, är en japansk fotbollsspelare.
Tsuchiya började sin karriär 1997 i Verdy Kawasaki (Tokyo Verdy). 1999 flyttade han till Vissel Kobe. Han spelade 154 ligamatcher för klubben. Efter Vissel Kobe spelade han för Kashiwa Reysol, Omiya Ardija, Tokyo Verdy, Ventforet Kofu och Kyoto Sanga FC.